# Ici Vaucluse

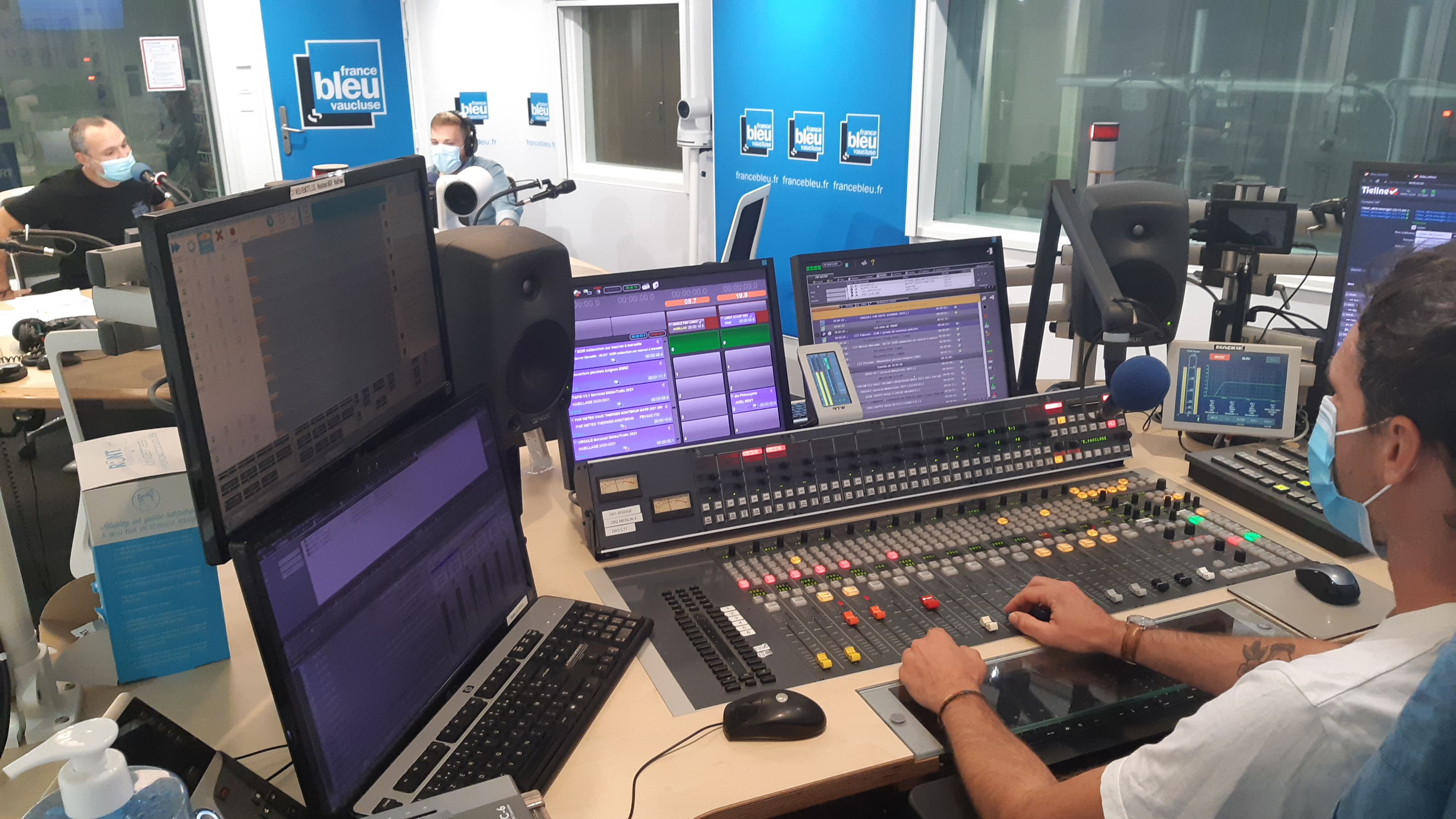
La console et le studio de diffusion de France Bleu Vaucluse (septembre 2021)

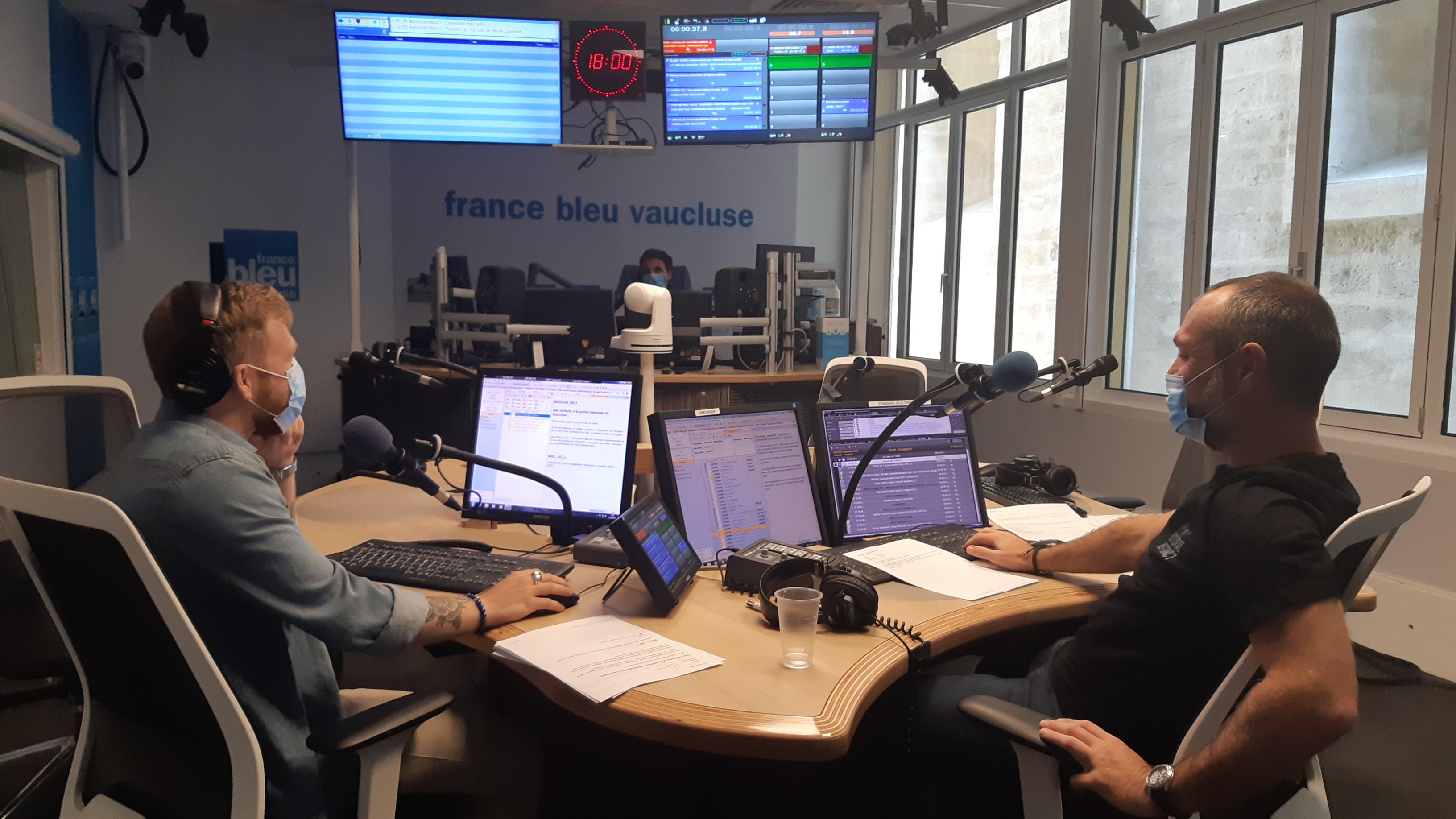
Le studio de diffusion de France Bleu Vaucluse (septembre 2021)

ici Vaucluse, anciennement France Bleu Vaucluse, est l'une des stations de radio généralistes du réseau Ici de Radio France. Elle a pour zone de service le département du Vaucluse.

## Historique
Elle a commencé à émettre le 29 juin 1982[réf. nécessaire], inaugurée le 24 juin sous le nom de « Radio Vaucluse » et devenue Radio France Vaucluse en 1985. Le 4 septembre 2000, les radios locales de Radio France sont réunies dans le réseau France Bleu qui fournit un programme commun national que reprennent les programmes locaux des stations en régions. Radio France Vaucluse devient alors France Bleu Vaucluse.
En 2025, dans le cadre de la fusion des services de France 3 Régions et de France Bleu, la radio va changer de nom pour devenir Ici Vaucluse. 

## Identité de la station
Le siège local se situe à Avignon, chef-lieu du département du Vaucluse.

## Équipes locales

### Direction
- Directrice : Valérie Derrer (depuis le 16 août 2021)

### Journalistes
- Romain Berchet
- Diane Sprimont
- Adèle Bossard
- David Dauba
- Anne Domèce
- Camille Labrousse (rédactrice en chef)
- Philippe Paupert (adjoint au rédacteur en chef)

## Programmation et diffusion

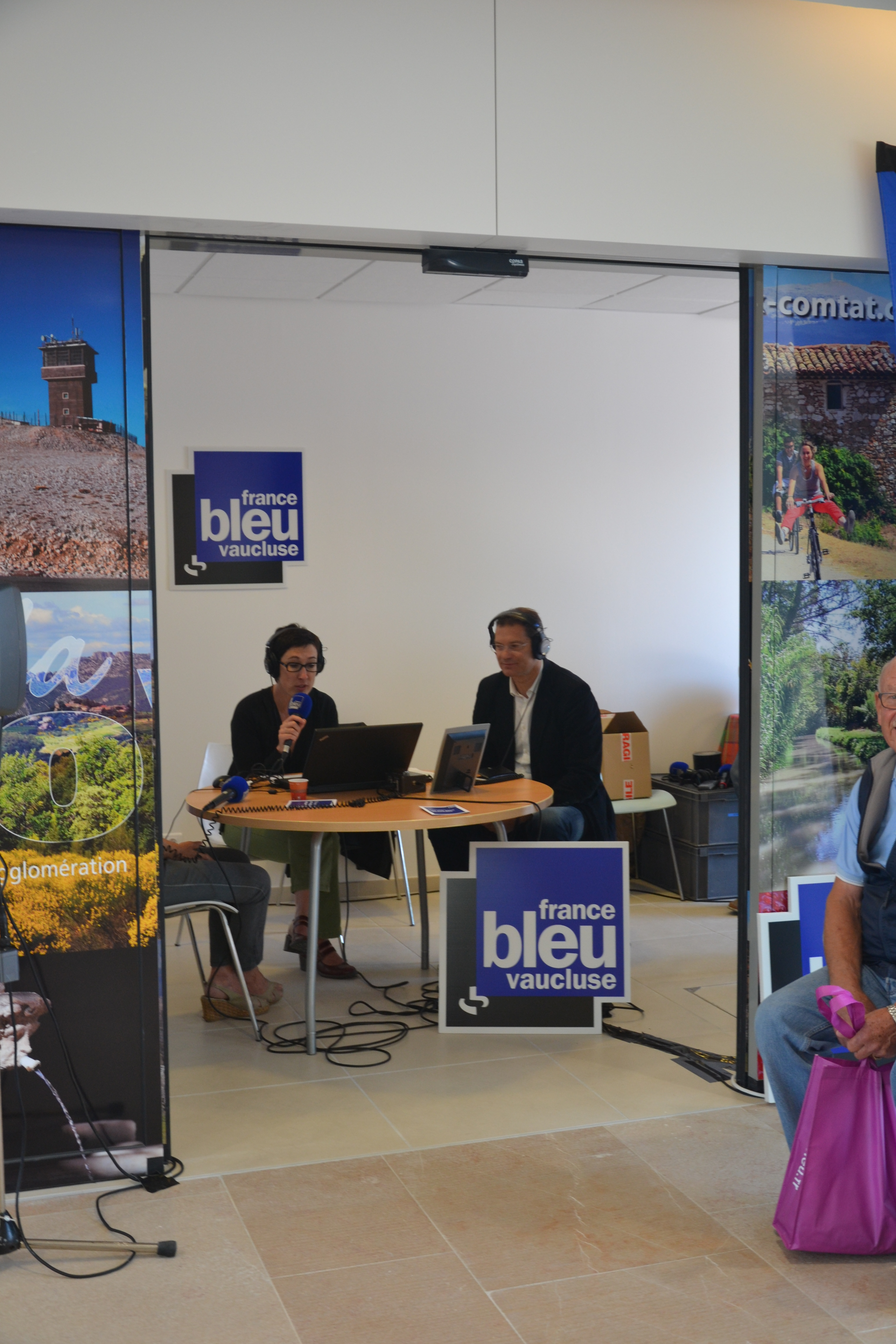
Anne Domèce et Francis Adolphe lors d'une émission spéciale pour l'inauguration de la gare de Carpentras

Les programmes locaux de France Bleu Vaucluse sont diffusés en direct de 6 h à 13 h et de 16 h 30 à 19 h du lundi au vendredi, et de 7 h à 12 h 30 et de 16 h à 19 h le week-end. Les programmes nationaux du réseau France Bleu sont diffusés le reste de la journée et la nuit.

Depuis le 7 décembre 2021, la matinale de France Bleu est filmée entre 7 h et 9 h et diffusée tous les jours, du lundi au vendredi: 
- En live sur le canal 3 en TNT dans le département du Vaucluse
- En live sur l’application France Bleu : en cliquant sur "Regarder en direct" sur la page d'accueil
- En live et en replay sur le site internet de France Bleu, francebleu.fr
- En live et en replay sur France 3 Provence-Alpes-Côte d’Azur : paca.france3.fr

## Une députée déclare à l'Assemblée Nationale qu'elle aime France Bleu Vaucluse
Le 15 avril 2015, la députée socialiste du Vaucluse Michèle Fournier Armand a profité d'une question à la Ministre de la Culture pour déclarer son amour à France Bleu Vaucluse en plein hémicycle.
Le compte-rendu intégral de la première session du 15 avril 2015 à l'Assemblée Nationale rapporte rapporte l'échange suivant :
"M. le président. La parole est à Mme Michèle Fournier-Armand, pour le groupe socialiste, républicain et citoyen.
Mme Michèle Fournier-Armand. Madame la ministre de la culture, les Français aiment la radio. Ils ont bien raison, car ce média garde dans notre pays une richesse, une diversité et une qualité exceptionnelles. Cette qualité doit d’ailleurs beaucoup à la gauche (« Ah ! » et exclamations sur les bancs du groupe UMP.) qui, à partir de 1981, avait libéré le corset dans lequel la droite avait enfermé le paysage radiophonique français. Radios généralistes, radios musicales, radios jeunes, radios publiques, radios locales : en France, il y en a pour tous les goûts, pour tous les âges et pour tous les styles. À titre personnel, permettez-moi de le dire, j’aime France Bleu Vaucluse. (« Ah ! » sur de nombreux bancs.)"

## Ancien journaliste
Jacques Legros, journaliste présentateur du journal de 13 heures de TF1, a débuté à Avignon en présentant la matinale de Radio France Vaucluse. ""l y a 40 ans, les studios étaient place de la Pignotte à Avignon et je faisais la matinale, raconte Jacques Legros, invité de France Bleu Vaucluse le 4 octobre 2022. On s'est tous jetés à l'eau, à 5 h du matin, en se disant une chose : 'maintenant que c'est parti, ça ne s'arrêtera plus'."
Quarante ans plus tard, Jacques Legros retient avant tout "la proximité" de ses débuts de carrière à Avignon. "C'est formidable une radio, un média de proximité où on se sent tout proche de ses auditeurs, où on leur parle en direct, raconte Jacques Legros. J'ai appris ça et ça ne m'a jamais quitté" .